# Vanessa Blue
Vanessa Blue (Long Beach, California; 27 de mayo de 1974) es una actriz pornográfica y directora de cine X estadounidense.